# Eduard Geffcken
Eduard Geffcken (* 1801 in Hamburg; † 1866 in Lübeck) war ein deutscher Apotheker und Parlamentarier.

## Leben
Geffcken war Sohn des Hamburger Kaufmanns Hinrich Geffcken (1748–1806), der die Drogenhandlung G. Lipmann als Handelsgeschäft betrieb. Er studierte Pharmazie und wurde 1824 an der Universität Jena zum Dr. phil. promoviert. Bereits als 23-Jähriger erwarb er das Bürgerrecht in der Hansestadt Lübeck. Er kaufte dort zugleich die Sonnen Apotheke und verlegte diese 1827 von der Pfaffenstraße in die Mühlenstraße 16. 

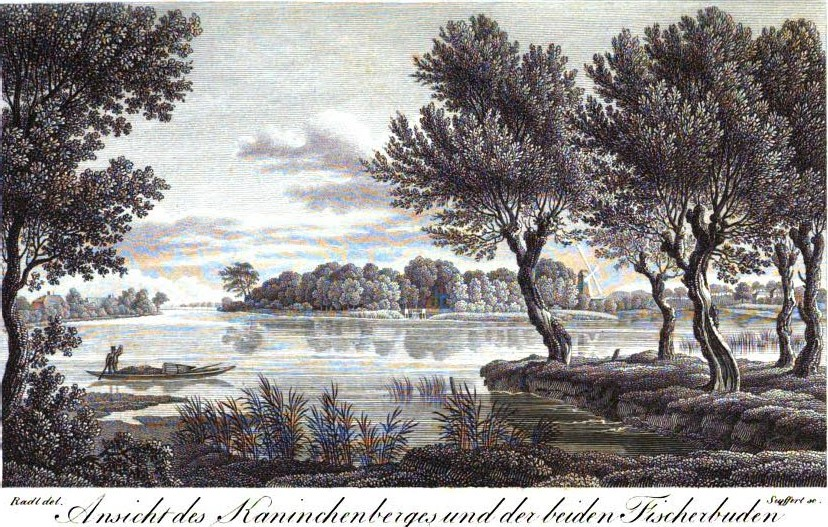
Ansicht des Kaninchenberges und der beiden Fischerbuden (1822) mit Windmühle

Er war Eigentümer des Hofes Kaninchenberg an der Wakenitz und nutzte von 1836 bis 1848 die dortige Windmühle zum Mahlen pharmazeutischer Grundstoffe und Produkte. Während seines Berufslebens sammelte er eine umfangreiche fachbezogene Privatbibliothek an, die er gemeinsam mit seiner Porträtsammlung 1861 der Stadtbibliothek schenkte. In den beruflichen Standesorganisationen der deutschen Apotheker nahm er regen Anteil.
Nachdem er bereits 1842 und 1843 der Judenkommission unter dem Lübecker Syndicus Carl August Buchholz gemeinsam mit dem Ratsherrn Ludwig Müller und dem Kaufmann Friedrich Boldemann angehört hatte, wurde er 1848 Mitglied der Lübecker Bürgerschaft.
Der Hamburger Senator Heinrich Geffcken, der das väterliche Handelsgeschäft fortführte, und der Pastor Johannes Geffcken waren seine Brüder, ebenso der Kaufmann und Präses der Hamburger Handelskammer von Mai 1835 bis Juni 1836, Gottfried Geffcken, (*6.9.1796, gest. am Tag des großen Hamburger Brandes, dem 5.5.1842). Eduard Geffckens Schwester Henriette Geffcken heiratete den Kaufmann und Oberalten Carl Philipp Kunhardt. Aus der Ehe ging die Tochter Minna Kunhardt hervor, die mit Johann Friedrich Albrecht August Meyer verheiratet war.

## Schriften
- Epidotorum quorundam analysis: Dissertatio. Jena: Schreiber 1824
- mit Johannes Geffcken: Zum Andenken an den seeligen Herrn Gottfried Geffcken und an die verhängnisvollen Tage Hamburgs im Mai 1842, 1842
- Versuch einer Pharmacopoea veterinaria germanica, 1856